# Herbert Sargent
Herbert Sargent est un acteur et producteur de télévision américain né le 15 juillet 1923 à Philadelphie en Pennsylvanie et décédé le 6 mai 2005 à New York.

## Filmographie

### Scénariste
- 1951 : Four Star Revue (1 épisode)
- 1955-1957 : Tonight! (57 épisodes)
- 1956-1960 : The Steve Allen Show (163 épisodes)
- 1959 : Music from Shubert Alley
- 1960 : Coke Time
- 1960 : The Bing Crosby Show (1 épisode)
- 1960 : Hello London
- 1961 : Art Carney Special (1 épisode)
- 1961 : The New Steve Allen Show (14 épisodes)
- 1962 : The Milton Berle Spectacular
- 1962 : The Steve Allen Playhouse (1 épisode)
- 1962-1963 : The Tonight Show Starring Johnny Carson (44 épisodes)
- 1963 : The Perry Como Show (1 épisode)
- 1964 : The Bell Telephone Hour (1 épisode)
- 1964 : That Was the Week That Was (3 épisodes)
- 1968 : Bye Bye Braverman
- 1969 : Alan King and His Buddy
- 1970 : Annie, the Women in the Life of a Man
- 1970 : Petula
- 1972 : The Corner Bar
- 1972 : The Wonderful World of Aggravation
- 1972 : Chevrolet Presents Burt Bacharach
- 1973 : Alan King Looks Back in Anger: A Review of 1972
- 1973 : Burt Bacharach: Opus No. 3
- 1973 : Lily
- 1973 : Sammy! The Sammy Davis, Jr. Special
- 1973 : The Many Faces of Comedy
- 1974 : Energy Crisis
- 1974 : Sammy
- 1975 : Funny Girl to Funny Lady
- 1976 : The Second Annual Comedy Awards
- 1976 : Love, Life, Liberty and Lunch
- 1976 : Ivan the Terrible (3 épisodes)
- 1976-1995 : Saturday Night Live (330 épisodes)
- 1983 : The News Is the News (1 épisode)
- 1985 : The Best of John Belushi
- 1986 : The Best of Dan Aykroyd
- 1987 : The Best of Chevy Chase
- 1988 : 40e cérémonie des Primetime Emmy Awards
- 1989 : Diet America Challenge
- 1989 : Saturday Night Live: 15th Anniversary
- 1990 : The Earth Day Special
- 1991 : 43e cérémonie des Primetime Emmy Awards
- 1992 : The Dennis Miller Show (5 épisodes)
- 1997 : Great Performances (1 épisode)
- 2002 : NBC 75th Anniversary Special

### Producteur
- 1964 : That Was the Week That Was (1 épisode)
- 1966 : The Soupy Sales Hour
- 1972 : The Wonderful World of Aggravation
- 1973 : Alan King Looks Back in Anger: A Review of 1972
- 1973 : Lily
- 1974 : Energy Crisis
- 1976 : The Second Annual Comedy Awards
- 1976 : Love, Life, Liberty and Lunch
- 1983 : The News Is the News (1 épisode)